# La cueva debajo del castillo de Predjama
En la pared de despeñadero de 123 metros de altura, en medio de la que se encuentra el Castillo de Predjama, hay varias entradas naturales al subterráneo kárstico. Es el cuarto sistema más grande de Eslovenia, con la longitud de 13092 m. La red de galerías comunicadas entre sí y distribuidas en varias plantas alcanza entre 570 y 433 metros de altura.
Este mundo subterráneo se formó hace millones de años por la acción del arroyo Lokva, que debajo de la superficie cavó unas galerías que parecen un queso con agujeros. Un dato muy importante es también que a pesar de que la distancia entre el sistema de cuevas de Predjama y el sistema de cuevas de Postojna están muy cerca, no están conectados. El Lokva subterráneo corre hacia el río Vipava y desemboca en las aguas del Adriático mientras que el río Pivka, desde la cueva de Postojna corre al mucho más alejado Mar Negro.

El camino turístico comienza 25 m debajo del castillo, en la galería llamada Caballeriza. En ella los arqueólogos han encontrado vestigios de la presencia humana a partir de la Edad de Piedra. Esa galería se denomina así porque los señores del castillo la utilizaron como caballeriza desde la Edad Media en adelante. 

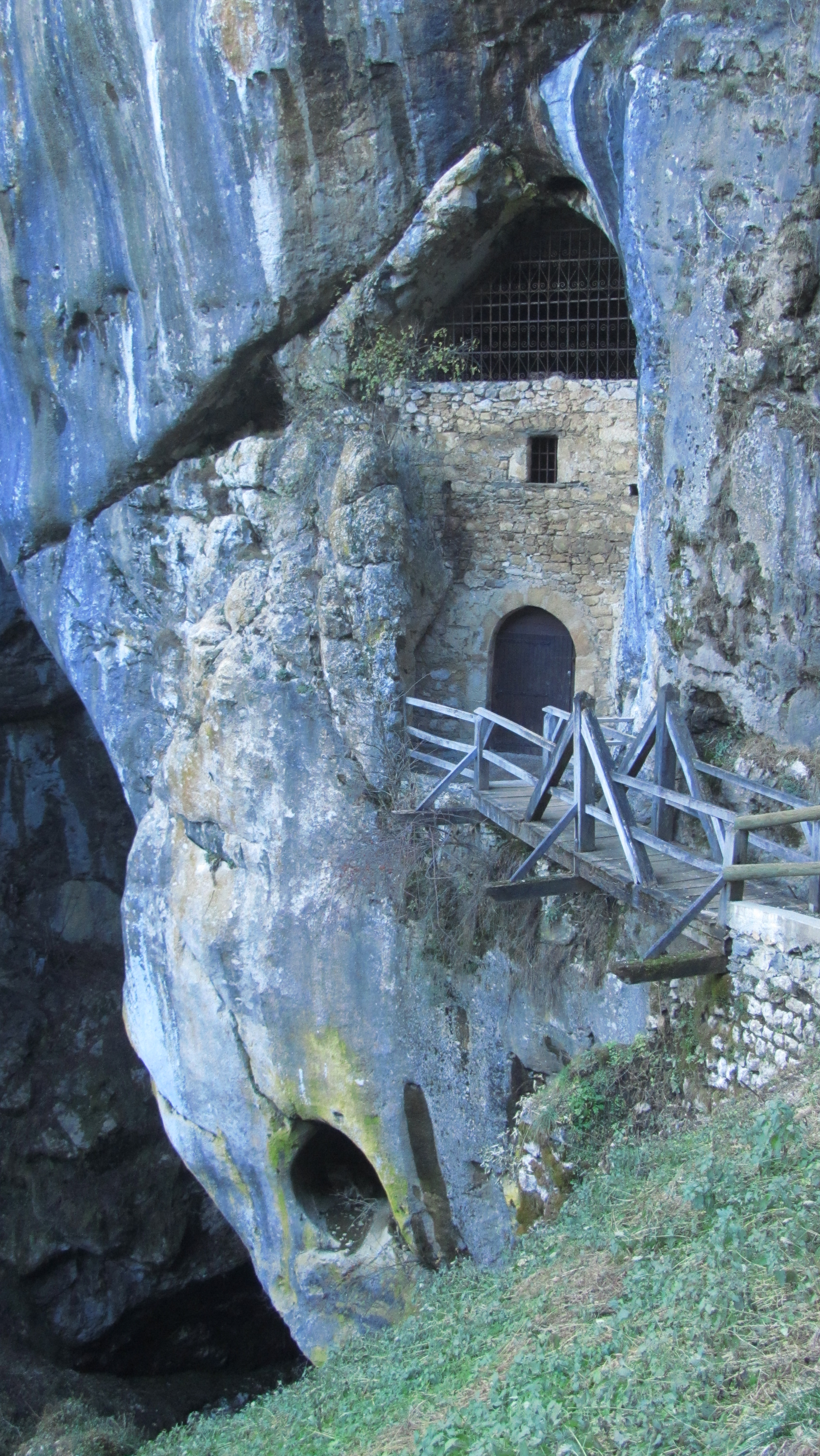
Entrada principal a la Cueva debajo del Castillo de Predjama.

La galería principal va de la Caballeriza hacia el este y continúa en la Galería de los nombres. Allí se pueden ver las firmas de muchos visitantes de la cueva. 
La galería central se llama Sala Grande. Está llena de rocas porque se formó al lado de una gran falla. De ahí se puede visitar la parte más profunda de la cueva o se puede subir por unas escaleras a la planta superior. 
En la planta superior se encuentra la Galería de los murciélagos y la galería denominada Fižencia. Allí se encuentra también la salida, que esta 25 m por encima del castillo. 
Con los guías competentes se puede visitar también la parte de la cueva que va desde la Sala Grande hacia el interior de la cueva. Es una visita especial se ve la Cueva Vieja y el Hueco del Viento y la Sala Negra de 120 m de largo, 35 m de ancho y 40 m de alto.